# Omoampa
Omoampa (Umuapa), jedno od lokalnih plemena Vilela Indijanaca, porodica Vilelan, koji se sastoje ob bandi Ypa (Ipà) i Yeconoampa. Omoampa (njih 230) sa svojim pod-plemenima 1763. su smješteni na misiju Nuestra Señora del Buen Consejo, ili Ortega u provinciji Salta u Argentini blizu Mirafloresa.

## Vanjske poveznice
- Lule-Vilela